# Hongding (ort i Kina, Sichuan Sheng, lat 32,16, long 106,70)
Hongding är en ort i Kina. Den ligger i provinsen Sichuan, i den sydvästra delen av landet, omkring 300 kilometer nordost om provinshuvudstaden Chengdu. Antalet invånare är 959. Befolkningen består av 460 kvinnor och 499 män. Barn under 15 år utgör 28,0 %, vuxna 15-64 år 64 %, och äldre över 65 år 7,0 %.
Runt Hongding är det ganska tätbefolkat, med 172 invånare per kvadratkilometer. Närmaste större samhälle är Fujia, 5,0 km söder om Hongding. I omgivningarna runt Hongding växer i huvudsak blandskog.
Genomsnittlig årsnederbörd är 1 375 millimeter. Den regnigaste månaden är juli, med i genomsnitt 309 mm nederbörd, och den torraste är december, med 3 mm nederbörd.